# Сєвлаг
Сєвла́г (Сє́вєрний випра́вно-трудови́й та́бір) — табірний підрозділ, що діяв у структурі Дальбуду (рос. Дальстрой).

## Історія
Сєвлаг організований не пізніше 20 вересня 1949 року. Управління виправно-трудового табору розміщувалося в селищі Ягодне Магаданської області. В оперативному командуванні з 1949 по 1952 роки воно підпорядковувалося спочатку Головному управлінню виправно-трудових таборів Дальбуд, а в 1953—1957 роках — Управлінню північно-східних виправно-трудових таборів Міністерства юстиції СРСР (УПСВТТ МЮ). Згодом УПСВТТ переданий в систему Міністерства внутрішніх справ.
Станом на 22 травня 1951 року чисельність в'язнів табору становила 15 802 особи, а 1 вересня цього ж року — 11 689 осіб, з них 565 жінок. У червні 1953 року Сєвлаг нараховував 9071 в'язня, а 25 жовтня тут перебувало вже 8822 особи, з яких 485 жінок і 3028 засуджених за контрреволюційні злочини. За даними на 15 липня 1954 року чисельність табору була на рівні 8430 осіб.
Основним видом виробничої діяльності ув'язнених були гірничорудні роботи. Вони залучалися до праці на копальнях «Бурхала», «Спокійна», «Штурмова», «Туманна», «Хатиннах», «Верхній Ат-Урях», «Дебін», «Верхній Дебін», «Тангара», «Гірська» і «Мякіт».
Сєвлаг припинив своє існування 16 квітня 1957 року.
У Сєвлазі помер російський поет, революціонер і видавничий працівник Ілля Іонов.